# Costanziaco
Costanziaco o Costanziaca era un fiorente centro abitato, da tempo scomparso, della Laguna Veneta, posto a nord-est di Torcello.

## Storia
Fu fondata durante l'età barbarica da fuggiaschi dell'entroterra, così come Torcello, Burano, Mazzorbo, Murano e la stessa Venezia. In particolare, la tradizione indica il 650 come data di fondazione per almeno due delle sette chiese che aveva la città.
Il nome sarebbe legato al personale Costantino a ricordo di un personaggio rilevante se non del noto imperatore romano; altre ipotesi lo correlano a Costanzo, marito di Galla Placidia, o lo fanno derivare dalle legioni Costantiacae che, secondo Ammiano Marcellino, stazionavano in zona. 
Il centro era contiguo ad Ammiana, da cui forse dipendeva, e questa vicinanza ha creato non poche difficoltà agli storici attuali nel ricostruirne i confini. Si ritiene che gli abitati fossero separati da una terza località, l'isola di Centranica, che avrebbe dato il nome all'attuale palude della Centrega.
Costanziaco è indirettamente citata in un documento risalente al dogato di Tribunio Menio (fine X secolo), dove si ricorda un Dominicus, filius Georgii Gambasyrica, de Costanciaco. Una bolla del 1064, invece, emessa da papa Alessandro II cita esplicitamente alcuni monasteri e la pieve di Costanziaco. Come testimonia un documento del 1105, era amministrata da un gastaldo.
Il centro era costituito da quattro isole che formavano le due contrade di Costanziaco Maggiore e Costanziaco Minore, collocati rispettivamente sulle rive destra e sinistra di un ramo del Sile che qui sfociava. Vi si contavano, come già accennato, due pievi (Santi Sergio e Bacco e Santi Massimo e Marcelliano) e altre cinque chiese, talvolta associate a un monastero (San Matteo, Santi Giovanni e Paolo, San Pietro, Sant'Adriano, San Mauro).
- Santi Sergio e Bacco - A detta del Chronicon Gradense e del Chronicon Altinate, era affiliata alla più importante chiesa di San Lorenzo. Probabilmente aveva perso le sue prerogative di pieve quando, nel 1271, il vescovo di Torcello Egidio la concesse, assieme a San Pietro, al monastero di Sant'Ariano. Sorgeva a ovest del canale della Dossa, di fronte all'isola della Cura[1][2].
- Santi Massimo e Marcelliano - Era la seconda pieve di Costanziaco, posta a levante del canale della Dossa e a sud della Cura. Un documento dell'archivio di San Giovanni di Torcello attesta che nel 1279 Egidio vescovo di Torcello donava al monastero di San Lorenzo una terra posta in Costanziaco Minore, sul luogo dove in precedenza si trovava la chiesa di San Massimo; evidentemente, in quella data l'edificio era già stato abbandonato[1].
- San Matteo (vulgo San Maffio) - Inizialmente legata alla pieve dei Santi Sergio e Bacco, nel 1229 fu data alle benedettine perché vi fondassero un monastero. Nel 1232 le monache chiesero e ottennero di aderire alla regola cistercense. Sul finire dello stesso secolo la comunità si trasferì a Mazzorbo in alcune case avute in affitto dal monastero di San Giovanni Evangelista di Torcello; nel 1298 il vescovo di Torcello Alirone sanciva la nascita del nuovo monastero di San Matteo di Mazzorbo[1][3]. Difficile stabilirne la collocazione: per Vittorio Piva all'estremità nordoccidentale dell'isola della Cura[4].
- Santi Giovanni e Paolo (vulgo San Zanipòlo) - Si trovava all'estremità nordorientale della Cura[5].
- San Pietro martire - Di questa chiesa si sa solo che, come i Santi Sergio e Bacco, dipese dal monastero di Sant'Adriano a partire dal 1271. Sorgeva a sud di Sant'Adriano e ha lasciato il nome al canale San Pietro che si muove ai margini della Palude della Rosa, sfociando nel canale di Torcello di fronte alla stessa[2].
- Sant'Adriano (vulgo Sant'Ariàn) - Annessa a un monastero di benedettine, fu fondata nella seconda metà del XII secolo (secondo le cronache nel 1160). In un'area ormai in piena decadenza, Sant'Adriano rappresentava ancora un'istituzione florida e prestigiosa; tuttavia già nel 1439 alle monache fu concesso di abbandonare il complesso per portarsi nel monastero di Sant'Angelo di Zampenigo, a Torcello e, più tardi, in quello di San Girolamo a Venezia. La chiesa, ancora attestata nel 1510, finì anch'essa per scomparire. L'isola di Sant'Ariano è oggi nota per la presenza di un ossario che dal XVI al XX secolo ha raccolto i resti riesumati durante lo sgombero dei cimiteri veneziani[6][2].
- San Mauro (vulgo San Moro) - Coeva a Sant'Adriano e come questa associata a un monastero di benedettine, ebbe minore fortuna: pare sia scomparsa già agli inizi del Duecento. Si trovava forse a sudest di Sant'Ariano, dove oggi si estende la palude della Centrega[2].

Le monache di Sant'Adriano furono le ultime ad andarsene, nel 1439, quando Costanziaco era abbandonata ormai da secoli. I motivi riguardavano le mutate condizioni ambientali della Laguna, dovute specialmente all'intervento antropico (deviazioni di immissari). Si constatava in particolare l'aumento della malaria e l'erosione degli argini.
Nel XVII secolo si tentò di recuperare la zona per adibirla a campagna coltivabile, ma invano. Il convento di Sant'Ariano venne del tutto smantellato (fu utilizzato per recuperarne il materiale edile) e fu ampliato il già esistente cimitero perché raccogliesse le spoglie di defunti già sepolti a Venezia. Ciò che restava all'interno del cimitero è stato recentemente spianato e gli accessi dalle mura chiusi.

## Costanziaco oggi
La zona di Costanziaco è attualmente un prezioso sito da cui è possibile rinvenire le testimonianze dell'antico splendore (palafitte, vasi, urne, piatti, mattoni ecc.). L'area coincide con le attuali isole di:
- la Cura, dove sorgevano le chiese di S.S. Sergio e Bacco e di S. Matteo[7];
- Sant'Ariano, sulla quale si trovava la chiesa omonima con l'annesso monastero[8].